# Guldbanan
Guldbanan (Musella lasiocarpa) är en art i familjen bananväxter. Arten är den enda i släktet och den förekommer i södra Kina, Myanmar och Vietnam. Den är utrotad som vild planta i Kina. Guldbanan kan odlas som trädgårdsväxt i södra Sverige, men kräver vintertäckning. Ibland kallas växten guldlotus på svenska.
Guldbanan är en flerårig ört med upprätt jordstam. Bladskaften bildar en så kallad falsk stam som kan bli upp till 15 cm i diameter vid basen och upp till 60 cm hög. Bladen är blådaggiga, smalt elliptiska, upp till 50 cm långa och 20 cm vida med rundad bas och vass spets. Blomställningen är toppställd eller kommer fram vid basen av de falska stammarna. Den är upprätt och konisk, med gula högblad. Intill varje högblad sitter 8-10 blommor. Frukten är ett bär som blir 3 cm långt och 2,5 cm i diameter. Fröna är bruna till svartbruna, stora.
Guldbanan skiljs från arterna i banansläktet genom sin upprätta blomställning vars högblad och blomrester sitter kvar efter blomningen. Hos banansläktet är blomställningen ofta hängande och högblad och blomrester ramlar vanligen av tidigt.

## Synonymer
Ensete lasiocarpum (Franchet) Cheesman (tidigare artklassificering)
Musa lasiocarpa Franchet
Musella splendida R. V. Valmayor & L. D. Danh